# Бадьева, Эльза Александровна
Эльза Александровна Ба́дьева (13 декабря 1925, Челябинск, РСФСР, СССР — 13 октября 2001, Екатеринбург, Россия) — советская и российская писательница, журналистка. Лауреат премии Свердловского обкома ВЛКСМ, заслуженный работник культуры РСФСР, Член Союза писателей СССР (1961).

## Биография
Родилась 13 декабря 1925 года в Челябинске, в семье служащих.
В годы Великой Отечественной войны Бадьева совмещала работу на Московском заводе «Калибр», эвакуированном в Челябинск и учёбу в средней школе.
После окончания школы уехала в город Свердловск, где поступила в Свердловское театральное училище (1943—1946), но призвание нашла в журналистике. Работала специальным корреспондентом журнала «Смена», заместителем главного редактора журнала «Урал»; сотрудником газет «Уральский рабочий», «На смену!», «Путевка». Делегат IV—VI съездов писателей РСФСР.
Начинает писать как внештатный автор. Совершала много поездок, от северного моря, Средней Азии до Заполярья и других мест, что отразилось на её творчестве.
В 1959 окончила заочно Литературный институт имени А.М. Горького.
С 1961 года по 1968-е годы стала заведующей отделом прозы и работником журнала «Урал». Рассказы и повести Бадьевой публиковались в различных советских журналах и газетах.
Была замужем за Николаем Фёдоровичем Бадьевым.
Ушла из жизни 13 октября 2001 года в Екатеринбурге. Похоронена на Широкореченском кладбище.

## Награды и звания
- Член Союза писателей СССР (1961)
- Лауреат премии Свердловского обкома ВЛКСМ
- Заслуженный работник культуры РСФСР

## Творчество
- Человек влюблен: рассказы. — Свердловск: Средне-Уральское книжное издательство, 1960. — 214 с.
- Мы тебе верим, Светка! — Свердловск: Средне-Уральское книжное издательство, 1961. — 46 с.
- Мой брат Виктор. — Свердловск: Средне-Уральское книжное издательство, 1962. — 45 с.
- Найдите весну!: рассказы. — Свердловск: Средне-Уральское книжное издательство, 1964. — 211 с.
- Во вторник после двенадцати: [повесть, рассказы]. — Свердловск: Средне-Уральское книжное издательство, 1971. — 256 с.
- Тень от Большой Сосны: повесть и рассказы. — Свердловск: Средне-Уральское книжное издательство, 1975. — 365 с.
- Возьми в дорогу удачу: невыдуманные рассказы. — Свердловск: Средне-Уральское книжное издательство, 1977. — 191 с.
- Допуск на магистраль: повести, рассказы. — Свердловск: Средне-Уральское книжное издательство, 1984. — 334 с.